# ای‌دی‌اکس فلورنس
ای‌دی‌اکس فلورنس فوق امنیتی‌ترین زندان دولت آمریکا است. این زندان محلی برای نگهداری زندانی‌های مرد خطرناکی هستند که نیاز به مراقبت خیلی شدیدتری دارند. این زندان تحت نظارت اداره فدرال زندان‌های آمریکا است و در فرمونت، کلرادو قرار دارد.
قابل ذکر است که این زندان محل نگهداری از زندانی‌های مرد است و در آمریکا محلی برای نگهداری از زندانی‌های زن خطرناک وجود ندارد. زندانی‌های زنی که به هر دلیل به درجه خطرناک رسیده باشند را به مرکز پزشکی فدرال کارس‌ول که در ایالت تگزاس قرار دارد منتقل می‌کنند.

## پیوند
- وبگاه رسمی اداره فدرالی زندان‌های آمریکا